# Корабель невільників
Корабель невільників (англ. Slave Ship) — американська пригодницька драма режисера Тея Ґарнетта 1937 року.

## Синопсис
Капітан Ловетт наказав його першому помічнику Томпсону, щоб він позбувся від рабів на екіпажі і отримав більш респектабельний товар, але, коли він приводить його нову наречену Ненсі на корабель, раби все ще залишаються на борту.

## У ролях
- Ворнер Бакстер — Джим Ловетт
- Воллес Бірі — Джек Томпсон
- Елізабет Аллан — Ненсі Марлоу
- Міккі Руні — Свіфті
- Джордж Сендерс — Лефті
- Джейн Дарвелл — місіс Марлоу
- Йозеф Шильдкраут — Данело
- Майлз Мендер — Корі
- Артур Гол — Грімс
- Мінна Ґомбелл — Мейбл
- Біллі Беван — Аткінс
- Френсіс Форд — Скрапс
- Дж. П. Макґовен — кермовий